# Bruna Kuntić-Makvić
Bruna Kuntić – Makvić (Zagreb,  25. ožujka, 1952.), hrvatska suvremena povjesničarka.
Majka joj je povjesničarka Ljerka Kuntić. Bavi se antičkom poviješću, starom poviješću hrvatskih zemalja, antičkim literarnim i epigrafskim izvorima i poviješću hrvatske latinističke historiografije.

## Karijera
Od. 1. travnja 1979. zaposlena je na Filozofskome fakultetu u Zagrebu, na Odsjeku za povijest, kao asistent na Katedri za staru povijest (tada: Katedra za opću povijest staroga vijeka). U isto je nastavno zvanje ponovno birana 1982. godine. Znanstvenim asistentom izabrana je g. 1986. 
Za docenta je prvi puta izabrana 1989., a drugi puta 1994.
Za izvanrednoga profesora na Katedri za staru povijest izabrana je 25. rujna 1999.
Za redovitoga profesora izabrana je 2003. godine. Predaje Povijest Grčke i Rima i Staru povijest hrvatskih zemalja. Nositelj je predmeta na poslijediplomskim studijima povijesti i arheologije (Filozofski fakultet u Zagrebu). 

## Vanjske poveznice
- FFZG - Biografija  Arhivirana inačica izvorne stranice od 11. lipnja 2007. (Wayback Machine)